# Xanthorhoe sempionaria
Xanthorhoe sempionaria är en fjärilsart som beskrevs av Rätzer 1881. Xanthorhoe sempionaria ingår i släktet Xanthorhoe och familjen mätare. Inga underarter finns listade i Catalogue of Life.